# Каспази

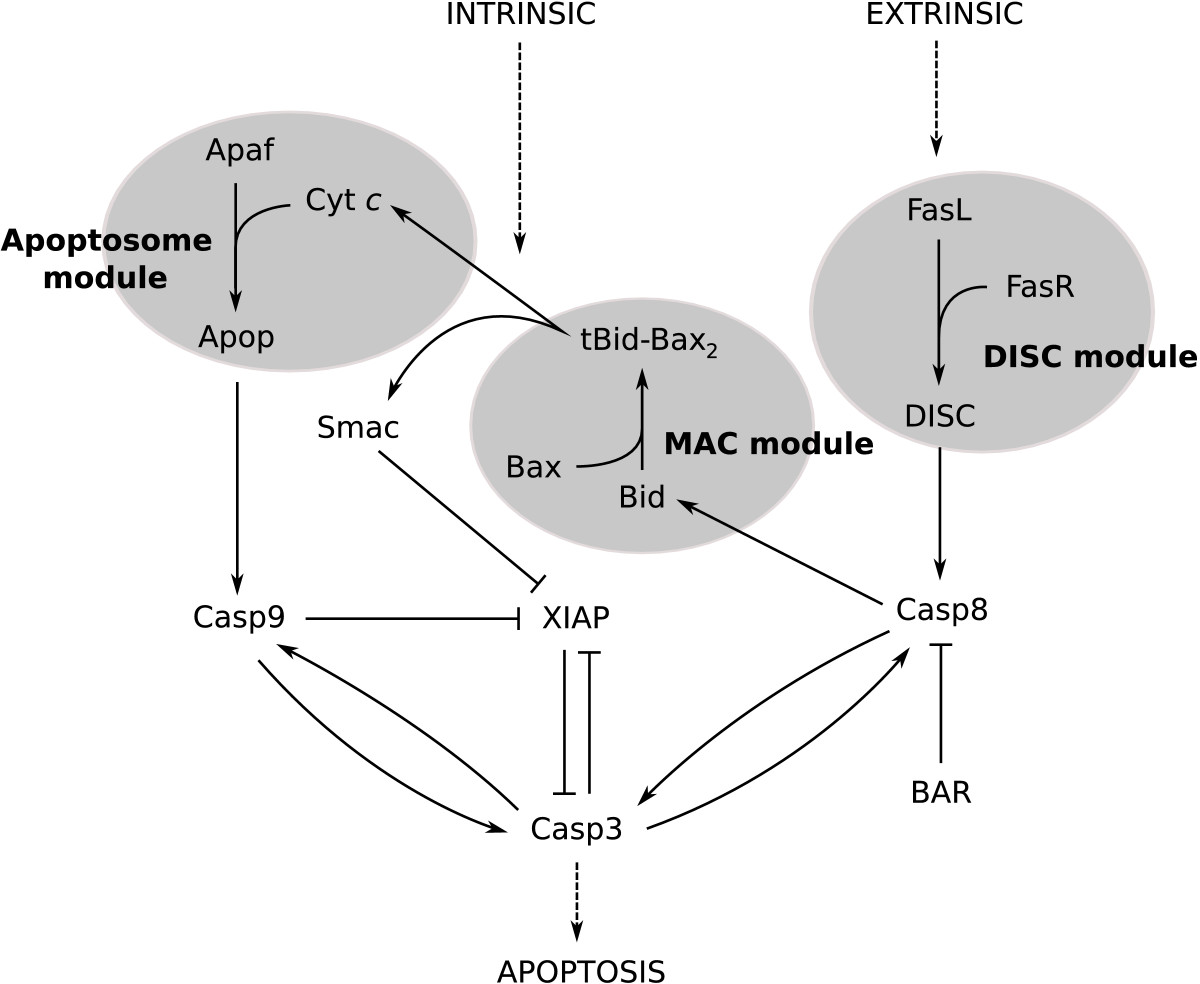
Взаємодія каспаз під час апоптозу. Стрілки — активація, «плашки» — інгібування. Збирання апоптосоми веде до активації каспази 9. З роботи Harrington et al., 2008.

Каспази (англ. caspase; англ. cysteine-dependent aspartate specific protease) — родина цистеїнових протеаз, що розщеплюють білки виключно після аспартату. Каспази відіграють важливу роль у процесах апоптозу, некрозу та запальних процесах.
Каспази поділяють на ініціаторні і ефекторні. Всі каспази спочатку виробляються в неактивній формі, і активуються у міру необхідності ініціаторними каспазами відсіканням невеликої ділянки. Ініціаторні каспази активуються більш складним чином — спеціальними білковими комплексами: апоптосомами, PIDD-осомами, DISC.

## Гени каспаз людини
- CASP1
- CASP2
- CASP3
- CASP4
- CASP5
- CASP6
- CASP7
- CASP8
- CASP9
- CASP10
- CASP11[en]
- CASP12
- CASP13[en]
- CASP14